# GO-164
GO-164 é uma rodovia estadual de Goiás que liga o município de São Miguel do Araguaia (no norte do estado) passando pela região central do estado, seguindo sentido Sudoeste Goiano (Último trecho a ser asfaltado de 50 km entre Paraúna-Acreúna, inaugurado recentemente) e desembocando no extremo Sul de Estado, na cidade de Paranaigura (antiga Mateira) na BR-364. Pela constante movimentação de gado na estrada, também é conhecida por Rodovia dos Bois. A estrada encontrava-se em péssimo estado desde 2011, quando foram iniciadas obras de revitalização que novamente foram interrompidas pelo tempo chuvoso, mas as obras seriam retomadas em abril de 2012.

## Cidades
- São Simão (Goiás)
- Quirinópolis
- Santa Helena de Goiás
- Acreúna
- Indiara

- Firminópolis
- Paraúna
- São Luís de Montes Belos
- Goiás
- Araguapaz
- Mozarlândia
- Nova Crixás
- São Miguel do Araguaia